# Jens Boden
Jens Boden (* 29. srpna 1978 Drážďany, NDR) je bývalý německý rychlobruslař.
Ve Světovém poháru poprvé nastoupil v roce 1998. Největšího úspěchu dosáhl na Zimních olympijských hrách 2002, kde vybojoval v závodě na 5000 m bronz a na dvojnásobné trati byl pátý. V roce 2004 startoval na Mistrovství světa na jednotlivých tratích, na pětikilometrové distanci skončil na 14. místě. Zúčastnil se také zimní olympiády 2006, pětikilometrovou trať zvládl ve 20. nejrychlejším čase. Po sezóně 2006/2007 ukončil aktivní sportovní kariéru.